# Mattia Giovanella
Mattia Giovanella (Trento, 27 de octubre de 1997) es un deportista italiano que compite en curling.
Ganó dos medallas de bronce en el Campeonato Mundial de Curling, en los años 2022 y 2024, y dos medallas de bronce en el Campeonato Europeo de Curling, en los años 2021 y 2022.

## Palmarés internacional
| Campeonato Mundial | Campeonato Mundial         | Campeonato Mundial | Campeonato Mundial |
| Año                | Lugar                      | Medalla            | Prueba             |
| ------------------ | -------------------------- | ------------------ | ------------------ |
| 2022               | Las Vegas (Estados Unidos) | Medalla de bronce  | Equipo             |
| 2024               | Schaffhausen (Suiza)       | Medalla de bronce  | Equipo             |
| Campeonato Europeo |                            |                    |                    |
| Año                | Lugar                      | Medalla            | Prueba             |
| 2021               | Lillehammer (Noruega)      | Medalla de bronce  | Equipo             |
| 2022               | Östersund (Suecia)         | Medalla de bronce  | Equipo             |